# Commandeur (marine)

Rangaanduiding van een commandeur bij de Nederlandse Koninklijke Marine

Commandeur is een oorspronkelijk door stadhouder Willem van Oranje ingevoerde rang, die bij de Nederlandse marine vanaf de zeventiende eeuw voorkomt. De rang lag toen tussen die van admiraal, bevelhebber van een vloot, en kapitein, bevelhebber van een schip en was ingevoerd om geld te sparen. Er waren genoeg admiraals, de commandeur kreeg de helft van het salaris.
Deze rang is voor verschillende functies gebruikt. Zo kreeg de bevelvoerend officier van enkele kleine schepen een tijdlang de rang van commandeur en werd de rang ook gebruikt voor de bevelvoerder van een klein eskader. In beide gevallen ging het om een tijdelijke functionele rangaanduiding voor een bepaalde opdracht; bijvoorbeeld als de normale kapitein van een schip afwezig was of als men een commandant nodig had voor een inderhaast gevormde expeditiemacht. Zo had kapitein-ter-zee Jacob Binckes, in 1673 de heroveraar van Nieuw-Amsterdam, de tijdelijke rang van commandeur in 1677 tijdens de Eerste Slag bij Tobago en later ook bij de Tweede Slag bij Tobago, waarbij hij sneuvelde.
Er bestond ook de rang van vice-commandeur. Zo was Michiel de Ruyter in 1652 vice-commandeur tijdens de door hem gewonnen Slag bij Plymouth in de Eerste Engels-Nederlandse Oorlog. Deze overwinning betekende voor De Ruyter de promotie naar commandeur, met welke rang hij onder vice-admiraal Witte de With en luitenant-admiraal Maarten Harpertszoon Tromp meedeed aan volgende zeeslagen in deze eerste Engelse oorlog. Pieter de Bitter had de rang van vice-commandeur tijdens acties tegen de Portugezen in de Oost, voordat hij in 1661 tot commandeur werd bevorderd met welke rang hij in 1665 de Engelsen versloeg tijdens de Slag in de Baai van Bergen. Ook John Philips, een Schot in Nederlandse dienst had de rang van vice-commandeur. Naar hem is de Nederlandse hoofdstad Philipsburg op het Nederlandse deel van Sint Maarten vernoemd.
In 1955 werd de Commandeur de laagste vlagofficiersrang bij de marine; tussen de 'kapitein-ter-zee' en de 'schout-bij-nacht'.

## Andere marines
De commandeursrang is overgenomen door andere marines. De Noorse marine kent een Kommandør I  (er is ook een Kommandør II, die overeenkomt met de kapitein-ter-zee). In de 18e eeuw werd de rang ook gebruikt in de Russische marine als капита́н-командо́р (kapitein-commandeur).
Bij de Britse Royal Navy is de rang "verengelst" tot commodore. Deze rang moet niet verward worden met commander, die zowel bij de Royal Navy als de US Navy voorkomt en overeenkomt met de Nederlandse kapitein-luitenant-ter-zee. De commodore heeft eveneens bestaan bij de US Navy, maar thans heet deze rang rear admiral (lower half). De Amerikanen voerden de rang van de Revolutie (1765 - 1791) tot de Burgeroorlog (1861-1865)